# Sīn
Sīn (in arabo سين‎? /siːn/) è la dodicesima lettera dell'alfabeto arabo. Nella numerazione abjad essa può assumere due valori: 60 nella variante orientale, 300 in quella occidentale (propria, cioè, del Maghreb).

## Origine
Questa lettera deriva secondo alcuni da  dell'alfabeto nabateo, secondo altri da ܫ dell'alfabeto siriaco. In ogni caso deriva da shin dell'alfabeto aramaico (), che nacque dalla sin dell'alfabeto fenicio (), generata dalla sims dell'alfabeto proto-cananeo ().

## Fonetica
Foneticamente corrisponde alla fricativa alveolare sorda (s). Essa, cioè, è assimilabile alla lettera s dell'alfabeto latino.

## Scrittura e traslitterazione
Sīn viene scritta in varie forme in funzione della sua posizione all'interno di una parola:
| Forma isolata | Forma finale | Forma intermedia | Forma iniziale |
| ﺱ             | ـس…          | …ـسـ…            | …ﺳ             |

Nella traslitterazione dall'arabo è comunemente associata a s.

## Sintassi
Sīn è una lettera solare. Ciò significa che quando ad una parola che inizia con questa lettera bisogna anteporre l'articolo determinativo (ال alif lām, al), è necessario pronunciarlo come se al posto della lettera lām ci fosse una seconda sīn.
Ad esempio سوق (sūq, mercato) diventa السوق (al-sūq, il mercato), che si pronuncia [asˈsuːq].